# Constellation Dome
Der vereiste Constellation Dome ist mit 1330 m Höhe die höchste Erhebung der Darley Hills in den Churchill Mountains der antarktischen Ross Dependency. Er ragt 8 km westlich des Gentile Point zwischen dem Ross-Schelfeis im Osten und dem westlich gelegenen Nursery-Gletscher auf.
Die Nordgruppe der von 1960 bis 1961 dauernden Kampagne im Rahmen der New Zealand Geological Survey Antarctic Expedition benannte ihn so, da er ihr als erster Fixpunkt zur Beobachtung der Sternenkonstellation diente.